# Oscarsgalan 1956
Oscarsgalan 1956 som hölls 21 mars 1956 var den 28:e upplagan av Oscarsgalan där det prestigefyllda amerikanska filmpriset Oscar delades ut till filmer som kom ut under 1955.

## Priskategorier

### Bästa film
Vinnare:
Marty - Harold Hecht
Övriga nominerade:
Skimrande dagar - Buddy Adler
Nattpermission - Leland Hayward
Utflykt i det gröna - Fred Kohlmar
Den tatuerade rosen - Hal B. Wallis

### Bästa manliga huvudroll
Vinnare:
Marty - Ernest Borgnine
Övriga nominerade:
Dej ska jag ha - James Cagney
Öster om Eden - James Dean
Mannen med den gyllene armen - Frank Sinatra
En man steg av tåget - Spencer Tracy

### Bästa kvinnliga huvudroll
Vinnare:
Den tatuerade rosen - Anna Magnani
Övriga nominerade:
Jag gråter imorgon - Susan Hayward
Sommarens dårskap - Katharine Hepburn
Skimrande dagar - Jennifer Jones
Sången till livet - Eleanor Parker

### Bästa manliga biroll
Vinnare:
Nattpermission - Jack Lemmon
Övriga nominerade:
Mord? - Arthur Kennedy
Marty - Joe Mantell
Ung rebell - Sal Mineo
Utflykt i det gröna - Arthur O'Connell

### Bästa kvinnliga biroll
Vinnare:
Öster om Eden - Jo Van Fleet
Övriga nominerade:
Marty - Betsy Blair
Pete Kelly's Blues - Peggy Lee
Den tatuerade rosen - Marisa Pavan
Ung rebell - Natalie Wood

### Bästa regi
Vinnare:
Marty - Delbert Mann
Övriga nominerade:
Öster om Eden - Elia Kazan
Sommarens dårskap - David Lean
Utflykt i det gröna - Joshua Logan
En man steg av tåget - John Sturges

### Bästa manus
Vinnare:
Marty - Paddy Chayefsky
Övriga nominerade:
En man steg av tåget - Millard Kaufman
Vänd dem inte ryggen! - Richard Brooks
Öster om Eden - Paul Osborn
Dej ska jag ha - Daniel Fuchs, Isobel Lennart

### Bästa berättelse
Vinnare:
Dej ska jag ha - Daniel Fuchs
Övriga nominerade:
The Private War of Major Benson - Joe Connelly, Bob Mosher
Ung rebell - Nicholas Ray
Fåret har 5 fötter - Jean Marsan, Henry Troyat, Jacques Perret, Henri Verneuil, Raoul Ploquin
Rymden är mitt liv - Beirne Lay Jr.

### Bästa berättelse och manus
Vinnare:
Sången till livet - William Ludwig, Sonya Levien
Övriga nominerade:
En mans myteri - Milton Sperling, Emmet Lavery
Alltid vackert väder - Betty Comden, Adolph Green
Semestersabotören - Jacques Tati, Henri Marquet
7 små filurer - Melville Shavelson, Jack Rose

### Bästa foto (färg)
Vinnare:
Ta fast tjuven! - Robert Burks
Övriga nominerade:
Pysar och sländor - Harry Stradling Sr.
Skimrande dagar - Leon Shamroy
Min son Peter - Harold Lipstein
Oklahoma! - Robert Surtees

### Bästa foto (svartvitt)
Vinnare:
Den tatuerade rosen - James Wong Howe
Övriga nominerade:
Vänd dem inte ryggen! - Russell Harlan
Jag gråter imorgon - Arthur E. Arling
Marty - Joseph LaShelle
I hennes våld - Charles Lang

### Bästa scenografi (svartvitt)
Vinnare:
Den tatuerade rosen - Hal Pereira, Tambi Larsen, Sam Comer, Arthur Krams
Övriga nominerade:
Vänd dem inte ryggen! - Cedric Gibbons, Randall Duell, Edwin B. Willis, Henry Grace
Jag gråter imorgon - Cedric Gibbons, Malcolm Brown, Edwin B. Willis, Hugh Hunt
Mannen med den gyllene armen - Joseph C. Wright, Darrell Silvera
Marty - Ted Haworth, Walter M. Simonds, Robert Priestley

### Bästa scenografi (färg)
Vinnare:
Utflykt i det gröna - William Flannery, Jo Mielziner, Robert Priestley
Övriga nominerade:
Pappa Långben - Lyle R. Wheeler, John DeCuir, Walter M. Scott, Paul S. Fox
Pysar och sländor - Oliver Smith, Joseph C. Wright, Howard Bristol
Skimrande dagar - Lyle R. Wheeler, George W. Davis, Walter M. Scott, Jack Stubbs
Ta fast tjuven! - Hal Pereira, J. McMillan Johnson, Sam Comer, Arthur Krams

### Bästa kostym (svartvitt)
Vinnare:
Jag gråter imorgon - Helen Rose
Övriga nominerade:
Pickwickklubben - Beatrice Dawson
I hennes våld - Jean Louis
Den tatuerade rosen - Edith Head
Sagor om en blek och mystisk måne efter regnet - Tadaoto Kainosho

### Bästa kostym (färg)
Vinnare:
Skimrande dagar - Charles Le Maire
Övriga nominerade:
Pysar och sländor - Irene Sharaff
Sången till livet - Helen Rose
Ta fast tjuven! - Edith Head
Jungfrudrottningen - Charles Le Maire, Mary Wills

### Bästa ljud
Vinnare:
Oklahoma! - Fred Hynes (Todd-AO Sound Dept.)
Övriga nominerade:
Skimrande dagar - Carlton W. Faulkner (20th Century-Fox)
Dej ska jag ha - Wesley C. Miller (M-G-M)
Nattpermission - William A. Mueller (Warner Bros.)
Ej som en främling - Watson Jones (RCA Sound Dept.)

### Bästa klippning
Vinnare:
Utflykt i det gröna - Charles Nelson, William A. Lyon
Övriga nominerade:
Vänd dem inte ryggen! - Ferris Webster
Broarna vid Toko-Ri - Alma Macrorie
Oklahoma! - Gene Ruggiero, George Boemler
Den tatuerade rosen - Warren Low

### Bästa specialeffekter
Vinnare:
Broarna vid Toko-Ri -  (Paramount Studio)
Övriga nominerade:
De flögo österut -  (Associated British Picture Corporation Ltd.)
När regnet kom -  (20th Century-Fox Studio)

### Bästa sång
Vinnare:
Skimrande dagar - Sammy Fain (musik), Paul Francis Webster (text) för "Love Is a Many-Splendored Thing"
Övriga nominerade:
Dej ska jag ha - Nicholas Brodszky (musik), Sammy Cahn (text) för "I'll Never Stop Loving You"
Pappa Långben - Johnny Mercer för "Something's Gotta Give"
Ljuva ungkarlstid - Jimmy Van Heusen (musik), Sammy Cahn (text) för "(Love Is) The Tender Trap"
Unchained - Alex North (musik), Hy Zaret (text) för "Unchained Melody"

### Bästa filmmusik (musikal)
Vinnare:
Oklahoma! - Robert Russell Bennett, Jay Blackton, Adolph Deutsch
Övriga nominerade:
Pappa Långben - Alfred Newman
Pysar och sländor - Jay Blackton, Cyril J. Mockridge
Alltid vackert väder - André Previn
Dej ska jag ha - Percy Faith, George Stoll

### Bästa filmmusik (drama eller komedi)
Vinnare:
Skimrande dagar - Alfred Newman
Övriga nominerade:
Kanske aldrig mer - Max Steiner
Mannen med den gyllene armen - Elmer Bernstein
Utflykt i det gröna - George Duning
Den tatuerade rosen - Alex North

### Bästa kortfilm (tvåaktare)
Vinnare:
The Face of Lincoln - Wilbur T. Blume
Övriga nominerade:
The Battle of Gettysburg - Dore Schary
On the Twelfth Day... - George K. Arthur
Switzerland - Walt Disney
24 Hour Alert - Cedric Francis

### Bästa kortfilm (enaktare)
Vinnare:
Survival City - Edmund Reek
Övriga nominerade:
Gadgets Galore - Robert Youngson
3rd Ave. El - Carson Davidson
Three Kisses - Justin Herman

### Bästa animerade kortfilm
Vinnare:
Speedy Gonzales - Edward Selzer
Övriga nominerade:
Good Will to Men - Fred Quimby, William Hanna, Joseph Barbera
The Legend of Rockabye Point - Walter Lantz
Kalle Ankas vilda jakt - Walt Disney

### Bästa dokumentära kortfilm
Vinnare:
Men Against the Arctic - Walt Disney
Övriga nominerade:
The Battle of Gettysburg - Dore Schary
The Face of Lincoln - Wilbur T. Blume

### Bästa dokumentärfilm
Vinnare:
The Unconquered - Nancy Hamilton
Övriga nominerade:
Crèvecoeur - René Risacher

### Heders-Oscar
Samurai I: Musashi Miyamoto (Japan) för bästa utländska film